# Philip D. Gingerich
Pour les articles homonymes, voir Gingerich.
Philip D. Gingerich, né le 23 mars 1946, est un professeur en paléontologie, en géologie, en biologie et en anthropologie. Il est directeur du Museum of Paleontology de l'université du Michigan.

## Biographie
On lui doit la découverte de plusieurs fossiles :
- Pakicetus Gingerich & Russell, 1981
- Pakicetus inachus Gingerich & Russell, 1981
- Rodhocetus Gingerich et al., 1994
- Rhodocetus balochistanensis Gingerich et al., 1994
- Rhodocetus kasrani Gingerich et al., 1994